# Away from here (album)
Away from here is het debuutalbum van de Nederlandse zangeres Stevie Ann. Het werd in 2005 uitgebracht.

## Inhoud
Het album is opgenomen in de
Markant Studio's in Heeze. Alle nummers zijn geschreven door Stevie Ann zelf. Op 31 oktober 2007 ontving Ann een gouden plaat, wat betekent dat er meer dan 35.000 exemplaren van verkocht zijn.

### Tracklist
1. "Leaving Next Time"
2. "Away From Here"
3. "Perfect"
4. "The Poetry Man"
5. "You Versus Me"
6. "Johnny"
7. "10 Minutes of Sleep"
8. "Name It Love"
9. "Sweet Surprise"
10. "Blue"
11. "One Way Street"
12. "Overdone"

## Bonus cd
Op 6 november 2006 kwam er een special editie van het album uit met een bonusdisc bestaande uit 5 akoestische nummers. Drie van de nummers komen van het album zelf. Het nummer Toxic is een cover van Britney Spears en het nummer One Year of Love is een cover van Queen. De speciale editie van het album zorgde ervoor dat Stevie Ann de vierde plek in de Mega Album Top 100 behaalde in november 2006. In het jaaroverzicht van 2006 stond "Away from here" op de 57e plek de Mega Album Top 100.

### Tracklist
1. "You Versus Me (Acoustic)"
2. "The Poetry Man (Acoustic)"
3. "Toxic (Acoustic)"
4. "Leaving Next Time (Acoustic)"
5. "One Year Of Love (Acoustic)"

## Singles
De volgende nummers zijn op single uitgebracht:
- Away From Here  (23.05.2005)
- The Poetry Man  (19.12.2005)
- You Versus Me  (29.05.2006)
- One Year of Love  (23.11.2006) en (30.11.2006) 
 (als twee edities uitgebracht)